# Notation Z
 (avril 2025).
 (avril 2025).

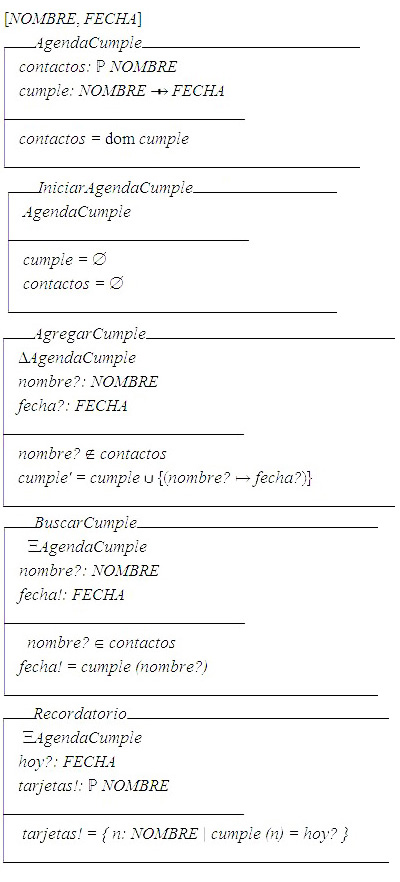
Exemple de spécification dans le langage z formel

La notation Z est un langage de spécification utilisé pour décrire et modéliser les systèmes informatiques.

## Historique
La notation Z a été créée par Jean-Raymond Abrial. Z est apparu pour la première fois dans le manuel Méthodes de programmation. Il n'existait alors que des notes de Jean-Raymond Abrial, internes à EDF. Elles faisaient suite à l'article qu'il avait publié en 1974, intitulé Data Semantics in Data Base Management.
En 1983, Delobel et Adiba utilisent la notation Z d'origine dans leur livre « Bases de données et systèmes relationnels ». Sous le nom de « modèle relationnel binaire », il leur sert à introduire le « modèle relationnel n-aire » de Ted Codd. La notation graphique NIAM (Nijssen Information Analysis Method) développée au sein de Control Data à Bruxelles utilise ce modèle relationnel binaire.
Abrial a porté Z au Programming Group d'Oxford en septembre 1987. Il a abandonné Z pour proposer la Méthode B dans les années 1980. La première norme internationale (ISO) sur Z a été publiée en juillet 2002.

## Description
Une spécification en Z est un prédicat structuré en schémas. La spécification de l'invariant et la spécification des opérations ont la forme d'un prédicat.
La notation Z utilise :
- la théorie naïve des ensembles ;
- la logique des prédicats du premier ordre ;
- le calcul des propositions (et, ou, non, implication, etc.) ;
- les quantificateurs existentiels et universels (il existe, quel que soit) ;
- les relations (partie du produit cartésien de plusieurs ensembles).